# Barbara Regitz
Barbara Regitz (* 20. Januar 1958 in Nürnberg) ist eine deutsche Politikerin der CSU und Seminarrektorin. Von 2018 bis 2023 war sie Mitglied des Bayerischen Landtags.

## Leben
Regitz wuchs in Nürnberg im Stadtteil St. Johannis, später in Ziegelstein auf. Sie erlangte das Abitur am Labenwolf-Gymnasium Nürnberg und studierte Grundschuldidaktik an der Friedrich-Alexander-Universität Erlangen-Nürnberg. Danach arbeitete sie als Grundschullehrerin und wurde später stellvertretende Schulleiterin an der Grund- und Teilhauptschule in der Holzgartenstraße. Zwischen 2002 und Sommer 2018 betreute sie als Seminarrektorin für Mittelfranken Grundschul-Referendare in Nürnberg an der Bismarckschule. Mit der Zusatzqualifikation Deutsch als Zweitsprache erwarb sie zudem den Titel „interkulturelle Beraterin“, um junge Lehrkräfte auf den Umgang mit Kindern mit Migrationshintergrund vorzubereiten. Regitz spielt Gitarre und Klavier, darüber hinaus ist sie staatlich geprüfte Chorleiterin. Außerdem veranstaltet sie zusammen mit Marga Beckstein, der Gattin des früheren bayerischen Ministerpräsidenten Günther Beckstein, Schafkopfkurse für Frauen. und ist Verfasserin des Buches Meine kleine Schafkopffibel. Sie ist Mitglied im Golfclub am Reichswald e. V.
Regitz besitzt einen Jagdschein und ist in der Jägergesellschaft „Hubertus“ und im Bayerischen Jagdverband aktiv.
Barbara Regitz ist verheiratet und lebt im Stimmkreis Nürnberg-Nord. Sie ist römisch-katholischer Konfession.

## Politik
1980 trat Regitz der CSU bei, weil sie nach eigenen Angaben die deutsche Teilung als ungerecht empfand und sich daher politisch engagieren und für den Erhalt von Freiheit, Wohlstand und Bürger- und Menschenrechten einsetzen wollte.
1996 kandidierte sie auf Anregung des damaligen CSU-Bezirksvorsitzenden und bayerischen Innenministers Günther Beckstein für den Nürnberger Stadtrat, dem sie die folgenden 22 Jahre angehörte. Die Schwerpunkte ihres kommunalen politischen Engagements waren die Bildungs- und die Kulturpolitik. Regitz war bildungspolitische und frauenpolitische Sprecherin der CSU-Stadtratsfraktion.
Das Amt der Bezirksvorsitzenden der Frauen Union Nürnberg-Fürth-Schwabach übt sie noch immer aus. Bei der Landtagswahl am 14. Oktober 2018 wurde sie als Direktkandidatin im Stimmkreis Nürnberg-Nord in den Bayerischen Landtag gewählt. Regitz erreichte 27,8 Prozent der Erststimmen. Im Landtag war Regitz Mitglied im Ausschuss für Bildung und Kultus und im Ausschuss für Eingaben und Beschwerden. Sie war außerdem Sprecherin für Senioren der CSU-Landtagsfraktion und wurde in den Rundfunkrat des Bayerischen Rundfunks entsandt.
Im Vorfeld der Landtagswahl 2023 unterlag sie bei der Kandidatenaufstellung im Stimmkreis dem parteiinternen Mitbewerber Thomas Pirner und schied mit Ende der 18. Wahlperiode aus dem Landtag aus.